# (1064) Aethusa
(1064) Aethusa es un asteroide perteneciente al cinturón de asteroides descubierto el 2 de agosto de 1926 por Karl Wilhelm Reinmuth desde el observatorio de Heidelberg-Königstuhl, Alemania.

## Designación y nombre
Aethusa se designó al principio como 1926 PA.
Posteriormente fue nombrado por la Aethusa cynapium, una planta de la familia de las apiáceas.

## Características orbitales
Aethusa orbita a una distancia media del Sol de 2,542 ua, pudiendo acercarse hasta 2,093 ua y alejarse hasta 2,992 ua. Tiene una inclinación orbital de 9,501° y una excentricidad de 0,1768. Emplea 1481 días en completar una órbita alrededor del Sol.